# Gunpei Yokoi
Gunpei Yokoi (En japonés: 横井 軍平; a veces transliterado Gumpei Yokoi; Kioto, 10 de septiembre de 1941-Prefectura de Ishikawa, 4 de octubre de 1997) fue un desarrollador de videojuegos japonés que trabajó para Nintendo. Poseedor de una gran inventiva y creatividad, inventó la afamada consola portátil Game Boy y los Game & Watch, muy populares en aquel entonces, considerados ser prototipo de la primera mencionada. También fue el hombre que desarrolló las franquicias de Metroid y Kid Icarus.

## Nintendo

### Biografía
Gunpei Yokoi comenzó a trabajar en Nintendo en 1965, después de graduarse con un título universitario en Electrónica por la Universidad de Doshisha. Yokoi comenzó a trabajar en la cadena de montaje de las cartas hanafuda (producto de Nintendo) como ingeniero de mantenimiento.
En 1966 el presidente de Nintendo en el momento, Hiroshi Yamauchi, llegó a la fábrica en la que estaba trabajando Yokoi y llegó a ver un juguete, una especie de brazo extensible, que Yokoi había hecho para entretenerse en sus ratos libres como hombre de mantenimiento. Yamauchi ordenó a Yokoi desarrollar el juguete como producto orientado a las compras de Navidad. La “Ultra Mano” fue un gran éxito, vendiendo aproximadamente 1,2 millones de unidades. Gracias a esto, Yokoi fue transferido de mantenimiento al sector de desarrollo de productos. Yokoi pasó a desarrollar muchos otros productos para Nintendo en la época en que la compañía se dedicaba a la producción de juguetes, entre los que había una aspiradora en miniatura a control remoto, llamada “Chiritory”; una máquina lanza pelotas de béisbol, llamada la “Ultra Máquina” y un "test del amor". Otra de sus invenciones, en colaboración con Masayuki Uemura de Sharp, fue el cañón de haz de Nintendo, el precursor de la NES Zapper.
Gunpei Yokoi creó en 1980 dos juguetes mentales mecánicos ("puzzles") que confirmaron una vez más su inteligencia creativa y abstracta. Se trata del "Ten Billion Barrell" (テンビリオン) y el Trillion (que en Estados Unidos comercializó "Ideal Toys"), ambos cubiertos en la patente norteamericana US4376537 de 1980. En 1982, Yokoi acreditó para Nintendo la patente de otro juego mental llamado "Crossover" (patente US4402510). En 2007, el Ten Billion Barrell fue reeditado con forma de estrella como una edición especial para los miembros del Club Nintendo japonés.

### Game & Watch

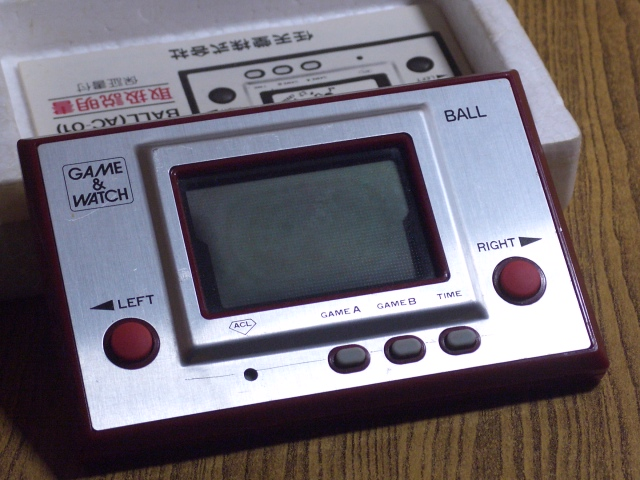
Game & Watch, la primera obra de Yokoi

Cuando finalmente Nintendo comenzó a vender videojuegos, Yamauchi le preguntó a Yokoi si podría desarrollar algún producto en este campo. Después de ver a un aburrido hombre de negocios jugando con una calculadora en un tren-bala, Yokoi invento un prototipo. El resultado inicial fue la popular serie de consolas portátiles Game & Watch. Las portátiles Game & Watch eran consolas individuales que incluían una pantalla LCD. Algunos consideran que estas consolas son un prototipo de la Game Boy, portátil que sería lanzada al mercado más tarde, demostrando ser el mayor trabajo de Yokoi. Estos juegos incluían una "cruceta de control", que muchos aficionados a los juegos de vídeo hoy conocen como D-pad, un controlador que consta de cuatro botones agrupados en una forma de + (cruceta) que corresponden a las direcciones "arriba", "abajo", "izquierda" y "derecha". En la mayoría de los juegos, la cruceta se utiliza para controlar la dirección de ciertos objetos y de los personajes en cuestión.
La serie Game & Watch vio 59 títulos entre 1980 y 1991. Muchos juegos de arcade populares se tradujeron a títulos para esta consola, incluyendo Donkey Kong y Mario Bros., juegos que Yokoi ayudó a crear junto a Shigeru Miyamoto. Muchos de estos juegos fueron puestos dentro de compilaciones para la consola Game Boy, y posteriormente para la Nintendo DS.

### Investigación y Desarrollo 1 (R&D1)
Con el auge de la industria de los videojuegos a finales en la década de 1970, Nintendo empezó a asignar a sus ingenieros en jefe al manejo de sus propias divisiones. Yokoi fue elegido como director general del grupo “Investigación y Desarrollo 1” (Research and Development 1, R&D1). R&D1 estaba compuesto por 55 diseñadores, programadores e ingenieros. Con este grupo fue con el que Yokoi desarrolló nuevas ideas para Nintendo en la época en que ésta hacia su incursión en la industria de los videojuegos. Antes de que Shigeru Miyamoto tuviera su propio departamento R&D en 1984, Gunpei Yokoi ayudó a desarrollar varios de sus famosos juegos de arcade, tales como Donkey Kong, Donkey Kong Jr., y el original Mario Bros. En 1985, Yokoi y su departamento R&D1 crearon a Kid Icarus, así como el primer título de una de las series más exitosas de Nintendo: Metroid. Luego en 1986, una parte del grupo R&D1 de Yokoi desertó, formando así la compañía Intelligent Systems. Más tarde, Yokoi produjo los juegos Battle Clash, Panel de Pon y Fire Emblem: Seisen no Keifu trabajando a su lado. Yokoi fue también el responsable de reclutar al hombre que diseñaría la Famicom/NES y la Super Famicom/SNES: Masayuki Uemura. R&D1 también creó a R.O.B. (Robotic Operating Buddy), un robot-accesorio para la Nintendo Entertainment System. Los miembros restantes del grupo R&D1 permanecieron trabajando con Yokoi y empezaron a desarrollar el que sería uno de los productos más lucrativos de Nintendo: la Game Boy.

### Game Boy

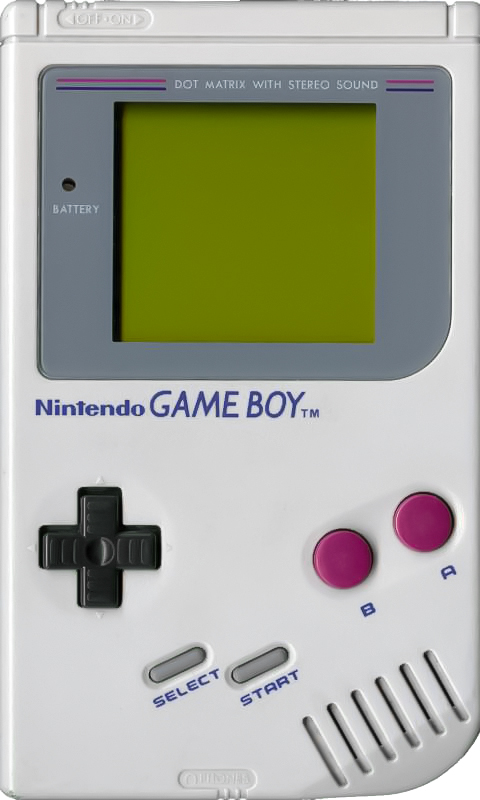
La Game Boy original fue la obra más importante de Gunpei Yokoi.

Quizá el trabajo más notable de Yokoi en el área del soporte físico (hardware) fue la consola portátil Game Boy, lanzada al mercado en 1989. La Game Boy parecía ser la sucesora de los juegos Game & Watch. Sin embargo, en la Game Boy se podían jugar numerosos títulos a través de un sistema basado en cartuchos, y los juegos eran presentados en una pantalla monocromática. En resumen, la consola tenía la portabilidad de los juegos de la Game & Watch y la capacidad de intercambio de cartuchos de la Famicom.
Una de las estrategias de ventas de la Game Boy fue darle al cliente un producto accesible con un consumo de batería decente. Incluso cuando los superiores de Yokoi querían una versión en color de la Game Boy (porque competidores como Game Gear, TurboExpress y Atari Lynx eran portátiles en color), Yokoi rehusó lanzar una versión en color hasta que la tecnología permitiese crear una consola portátil en color que pudiese durar un período suficiente con pocas baterías. La persistencia de Yokoi dotó a la Game Boy de una catálogo de títulos inmenso y de una batería más duradera, lo que la llevó a dominar el mercado, mientras que la competencia cayó debido al alto consumo de batería, los pocos títulos y su elevado coste.
Finalmente, en 1998, la Game Boy Color, una versión a color de la Game Boy, fue lanzada al mercado. Siguiendo fiel a los estándares propuestos por Yokoi, la consola usaba dos pilas AA (en comparación con las 4 que usaba la GB original) y tuvo aproximadamente el mismo nivel de consumo.
El equipo de Yokoi fue asignado para trabajar de forma exclusiva en proyectos para la Game Boy. Algunos de los títulos que el equipo desarrolló fueron la serie Super Mario Land, Metroid II: Return of Samus, y el juego de rompecabezas Dr. Mario.

### Virtual Boy

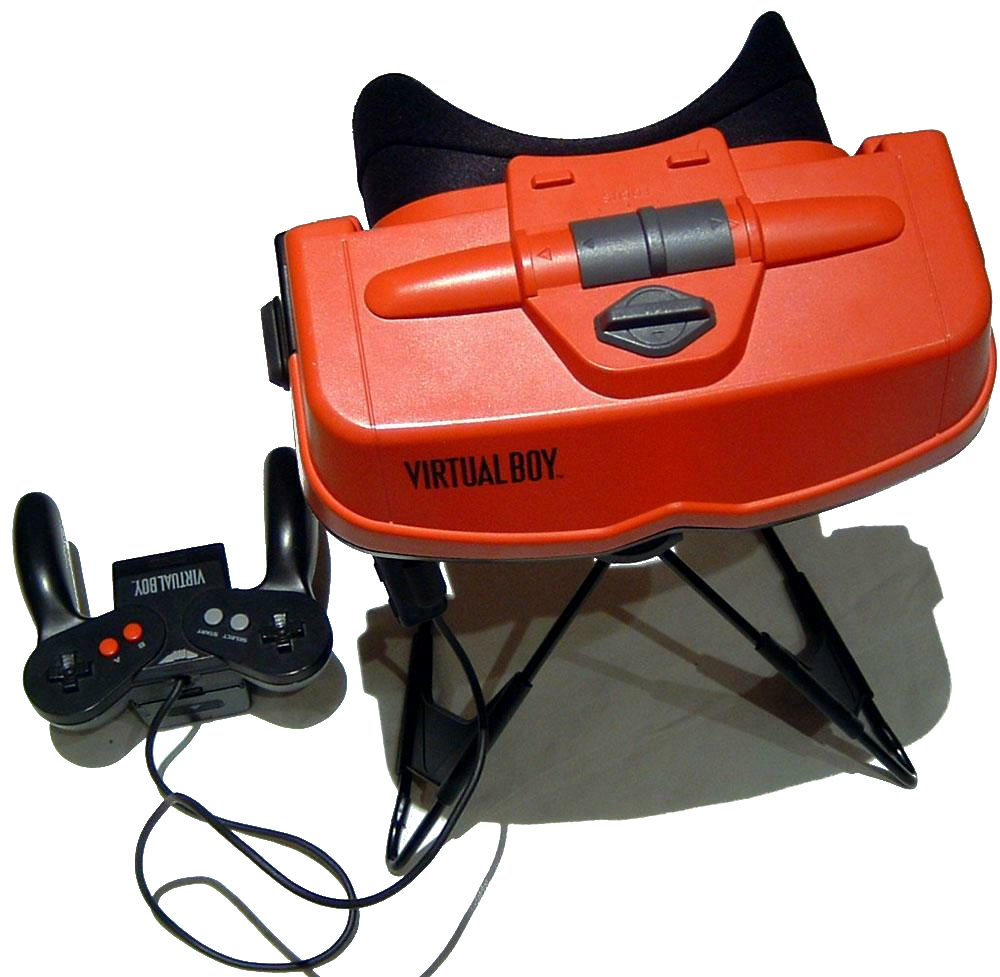
Virtual Boy, obra de Yokoi.

Gracias al éxito de Game Boy y de anteriores trabajos, Gunpei Yokoi se había convertido en uno de los miembros más respetados de Nintendo. Sin embargo, buena parte de su reputación cayó de forma dramática con el desarrollo de la Virtual Boy, una consola de sobremesa que presentaba juegos en colores rojo y negro. La Virtual Boy presentaba imágenes en 3D; sin embargo, el tono rojo presentado por la máquina irritaba los ojos de los usuarios y la máquina en sí era sumamente incómoda de utilizar. La Virtual Boy llegó a poseer un total de 22 juegos. Como resultado, no tuvo ningún éxito ni en Japón ni en América del Norte y, por consiguiente, jamás fue lanzada en Europa. Yokoi estaba devastado debido al fracaso que había supuesto la Virtual Boy, y su fallo con este producto hizo que muchos empleados de Nintendo cuestionaran su potencial y sus habilidades. De acuerdo con un episodio de “Icons” en el canal G4 TV, Yokoi era tratado de una forma excluyente, como un rechazado, antes de dejar Nintendo el 15 de agosto de 1996, a solo días de que Game Boy Pocket fuese lanzada al mercado.

## Después de Nintendo

### Laboratorios Koto
Poco después de haber dejado Nintendo, Yokoi comenzó su propia compañía, Laboratorios Koto, en Kioto. Allí empezó a desarrollar la consola WonderSwan, una portátil desarrollada en asociación entre Laboratorios Koto y Bandai. Yokoi jamás vio el resultado final de la WonderSwan, que fue lanzada en 1999, dos años después de su muerte.

## Fallecimiento
El 4 de octubre de 1997, a los 56 años, Yokoi viajaba en un automóvil conducido por Etsuo Kiso, un hombre de negocios de Nintendo, cuando chocaron con un camión por la autopista de Neagarimachi.Cuando ambos salieron a comprobar los daños del vehículo, Yokoi fue atropellado por un tercer vehículo, tras lo cual Yokoi se rompió varias costillas y Kiso sufrió dos fracturas y graves traumatismos cervicales. Dos horas después, Yokoi fue declarado muerto en el hospital. Su último proyecto personal nunca llegó a ver la luz.

## Juegos

### Diseñador
- 1980 - Game & Watch
- 1985 - R.O.B.
- 1985 - Zapper
- 1989 - Game Boy
- 1995 - Virtual Boy
- 1999 - WonderSwan

### Productor
- 1986 - Metroid
- 1991 - Metroid II: Return of Samus
- 1994 - Super Metroid
- 1986 - Kid Icarus
- 1988 - Famicom Tantei Club: Kieta Kōkeisha
- 1989 - Famicom Tantei Club Part II: Ushiro ni Tatsu Shōjo
- 1989 - Super Mario Land
- 1990 - Fire Emblem: Ankoku Ryū to Hikari no Tsurugi
- 1992 - Fire Emblem Gaiden
- 1992 - Super Mario Land 2: 6 Golden Coins
- 1994 - Fire Emblem: Monshō no Nazo
- 1996 - Fire Emblem: Seisen no Keifu
- 1990 - Dr. Mario
- 1992 - Yoshi's Cookie
- 1993 - Wario Land: Super Mario Land 3
- 1995 - Panel de Pon (Lanzado en América como Tetris Attack)
- 1995 - Kirby's Block Ball